# Selecció d'hoquei sobre patins masculina de Suïssa

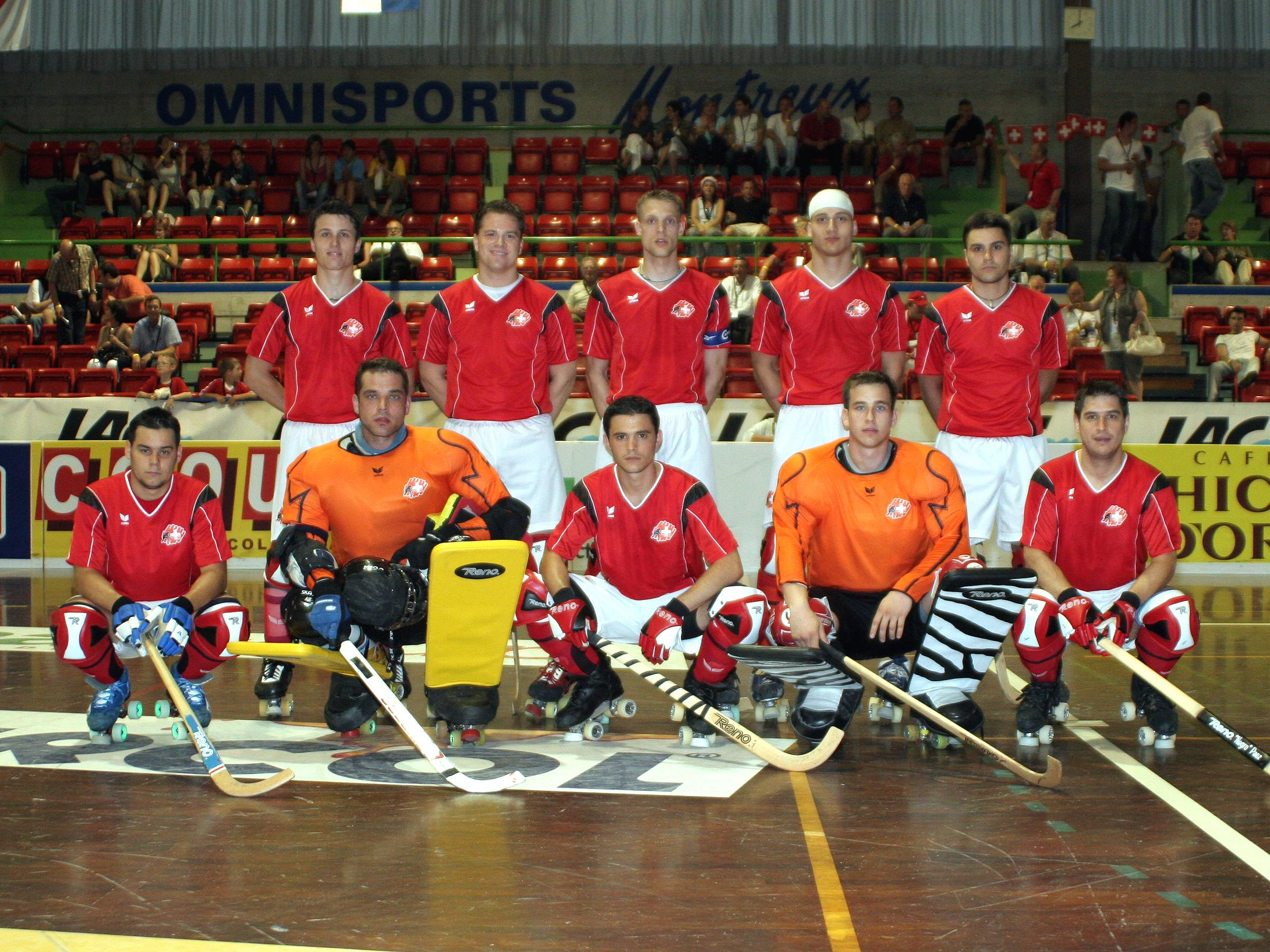
Imatge de la selecció suïssa participant al Campionat del món d'hoquei patins de 2007.

La selecció d'hoquei sobre patins masculina de Suïssa representa la Federació Suïssa de Patinatge en competicions internacionals d'hoquei sobre patins. L'any 2007 va quedar subcampiona del món i el 2006 va ser subcampiona d'Europa.
El seu primer partit fou l'any 1924 contra Anglaterra perdent 7 a 4. La seva major victòria fou l'any 1980 contra l'Índia guanyant 50 a 0. La seva major derrota fou l'any 1973 perdent 17 a 1 contra Portugal.